# Rampur (Distrikt)
Rampur (Hindi रामपुर ज़िला Rāmapur zilā, Urdu رام پور ضلع Rām-e pur zilā) ist ein Distrikt des indischen Bundesstaates Uttar Pradesh. Distriktshauptstadt ist die Stadt Rampur. Der Distrikt gehört zur Division Moradabad. Der Distrikt belegt eine Fläche von 2.367 km² und hatte beim Zensus 2011 2.335.398 Einwohner.

## Gliederung
Der Distrikt umfasst fünf Tehsils: Rampur, Bilaspur, Milak, Shahabad, Suar und Tanda.
Es gibt im Distrikt fünf Wahlkreise für das Regionalparlament von Uttar Pradesh: Swar, Chamraua, Bilaspur, Rampur und Milak.

## Demographische Daten
Bei der Volkszählung 2011 hatte der Distrikt Rampur eine Bevölkerung von 2.335.398 Einwohnern, was ungefähr der Einwohnerzahl des US-Bundesstaates New Mexico entsprach. Mit 987 Einwohnern pro Quadratkilometer lag dieser Distrikt in Bezug auf die Bevölkerungsdichte auf Platz 194 der damals 640 Distrikte Indiens. Die Bevölkerungswachstumsrate über das Jahrzehnt 2001–2011 betrug 21,4 %. Das Geschlechtsverhältnis lag bei 905 Frauen pro 1000 Männer und die Alphabetisierungsrate bei 53,3 %. 51 % der Einwohner von Rampur waren Muslime.

## Besonderheiten
In Indien ist dieser Distrikt für seine Rampuri Knives (engl. für Rampuri-Messer) bekannt.